# 大葉ナナコ
大葉 ナナコ（おおば ななこ ）は、日本の社会起業家。。
一般社団法人DFC Japan代表理事。
2011〜2019年公益社団法人誕生学協会代表理事、2003〜株式会社バースセス研究所（2022年、株式会社Arts and Peaceに社名変更）代表取締役。

## 経歴
東京都出身。女子美術大学付属中学校・高等学校を経て、1985年に女子美術大学短期大学部生活デザイン科を卒業。その後はテレビ番組制作や出版関係の仕事に従事。
1987年の第一子出産、育児経験を契機として、妊娠・出産の教育をする職業としての「バースコーディネーター」を創業する。育児の傍ら、慶應義塾大学通信教育課程で心理学、社会学、教育学などの単位取得。ヘルスカウンセリング学会所属。筑波大学大学院修了。保健学修士号。（最終学歴：筑波大学大学院 人間総合科学研究科 スポーツ・健康マネジメントシステム専攻  ヘルスプロモーションコース　ストレスマネジメント領域/水上勝義ゼミ）
1997年から桜美林大学オープンカレッジ、毎日新聞カルチャーシティ等で助産師とともに講座を開く。2003年に「幸せなお産を増やすための人材育成プログラム・教材の開発」を行うバースセンス研究所を設立。
2005年日本誕生学協会を設立し、未就学児・小学生・中学生・高校生・大学生及び成人のそれぞれの年齢を対象に、妊娠出産のしくみと命の大切さに関する知識の教育を行う「誕生学®️」プログラムを構築し講師育成、小・中・高校での出張授業を開始。
2006年第27・28期、東京都青少年問題協議会委員。
2008年日本初、行政の週末両親学級の開発と講師派遣を外部委託先として自社で受託する。
2011年 内閣府より「公益社団法人　誕生学協会」として公益認定される。
2012年 子どもエンパワメント教育国際機関「Design for Change 」Japam創立メンバーとして参画。
2013年 環境省「グッドライフアワード」実行委員就任。少子化対策と女性の活躍推進の両立支援を行うベビー&バースフレンドリー財団を設立。
2014年より筑波大学大学院人間総合科学研究科スポーツ健康システム・マネジメント専攻修士課程にて、「幸せホルモン」「愛情ホルモン」と呼ばれ、ストレスを緩和し幸せな気分をもたらすペプチドホルモン、オキシトシンについて研究、保健学修士号取得。
2015年 Google Woman Will「Happy Back To Work」サポーター就任。
2016年 環境省「つなげよう、支えよう森里川海プロジェクト」アンバサダー就任。
2019年 公益社団法人 誕生学協会を一般社団法人 誕生学協会に変更。（2022年コロナ禍にて協会閉鎖）
2022年 コロナ禍にて事業再編。株式会社バースセンス研究所を株式会社Arts and Peaceに社名変更。　　　　　
2023年 子どもエンパワメントの国際組織 Design for Change の日本グローバル・パートナーの就任。
　　　　環境省「自然共生サイト」広報大使就任。
2024年 一般社団法人 DFC Japan 設立。
2男3女の母でもある。

## その他の活動
- 「誕生学アドバイザー」「ベビーマッサージ」「バースコーディネーター」養成講師
- 2003年度厚生労働省子ども家庭総合研究事業“親と子のコミュニケーションスキル向上検討会”委員
- 2004年東京都専門指導員研修講師（ベビーマッサージ）
- 三越伊勢丹「マタニティベビーコンシェルジュ」養成講師
- 日総研「参加型マタニティクラスの企画運営法」「ベビーマッサージ教室運営法」講師
- 市区行政と協働で週末両親学級プログラム構築
- 豪州出産教育コンサルタント会社「Birth International」（CEO Andrea Robertson）の日本エージェントとして国際研修を複数開講。
- 映画うまれる コメンテーター、バースコーディネーター[14]

## 著書
- 「わらう育児のすすめ（2歳～6歳編）」（実業之日本社）
- 「アイナ・メイの自然出産ガイド」（メディカ出版）※訳
- 「えらんだお産」（河出書房新社）
- 「怖くない育児」（講談社文庫）
- 「いのちってスゴイ！赤ちゃんの誕生～おなかの中のドラマと生きる力」（素朴社）
- 「Birth」（金の星社）
- 「体と心にやさしいナチュラルなお産」（アスペクト）
- 「心により添う助産術実践テキスト」（メディカ出版） ※監訳
- 「案ずるより産むが優し」（扶桑社）
- 「35歳からのおめでたスタンバイ」（学陽書房）
- 「ゆるむ育児のススメ」（実業之日本社）
- 「いのちはどこからきたの？～9歳までに伝える『誕生』の話」（情報センター出版局）
- 「産む力の咲かせ方～出産準備クラスにおけるエンパワーメント」（メディカ出版）※共訳
- 「産んでよかった“高齢出産”」（祥伝社）
- 「えらぶお産～出産だってセルフプロデュースしたい！」（河出書房新社）
- 10代の生き方ヒント3「命を授かり育む喜び」（学校のテキスト：栄光）
- 『女がめざめる暮らし方～31のレシピ』（サンマーク出版）
- 『Life　誕生学の現場から』（ポプラ社）

## ビデオ
- 45分ビデオ「心の扉を開くベビーマッサージ」（制作/バースセンス研究所）

## DVD
- 心が伝わるはじめてのベビーマッサージ（監修）2008年[15]
- 身籠リズム～スローライフ・スローバース （制作/バースセンス研究所）2005年[16]

## 出演番組
- 輝く女のシリーズ8 第八弾 贅沢なお産（2006年05月30日NTV）にカリスマバースコーディネーターとして参画。
- ハピふる！（2008年1月28日～2008年9月26日フジテレビ系列）にてバースセンス研究所の出産講座に出演。
- エチカの鏡〜ココロにキクTV〜（2010年2月7日放送分フジテレビ系列）に出演。
- こんにちは！一都六県　（2010年NHK）に出